# Cyathea serpens
Cyathea serpens là một loài dương xỉ trong họ Cyatheaceae. Loài này được R.M. Tryon Lehnert mô tả khoa học đầu tiên năm 2009.